# 地域経済活性化支援機構
株式会社地域経済活性化支援機構（ちいきけいざいかっせいかしえんきこう、英称：Regional Economy Vitalization Corporation of Japan、略称：REVIC）は、株式会社地域経済活性化支援機構法に基づき設立された、地域経済の活性化に包括的に資する支援、地域の中核企業の事業再生支援を行うことを目的とする官民ファンド（政府系金融機関・支援機関）である。 
REVICは2013年に、前身の株式会社企業再生支援機構（ETIC）を改組する形で誕生し、ETICで行っていた支援企業への出資・融資・再生支援業務に加え、地域活性化ファンド（観光活性化ファンド・地域ヘルスケア産業支援ファンド・復興支援ファンド）の運営、成長支援、人材支援、再チャレンジ支援、リスクマネー供給を促進するための民間資金の呼び水としてのファンドへのGP/LP出資業務などが追加された。地域金融機関と連携して地域経済の再生・創発支援を行っており、今後はREVICからさらにノウハウを移転し地域金融機関を中心とした自律的な地域活性化の仕組みの確立を目指している。 
2018年には、日本の文化財とそれを育んだ地域の持続的な維持発展を図るため、文化財を活かした地域経済活性化モデルの構築に向けて連携・協力することを目的に、文化庁と包括的連携協定を締結。フロントオフィスは主に民間金融機関やコンサルティングファーム、会計士•弁護士等プロフェッショナルファーム出身者が所属し、ミドル•バックオフィスは官民混成の専門家組織で運営される。監督官庁は、内閣府・金融庁・総務省・財務省・経済産業省。

## 概要

### 企業再生支援機構
有用な経営資源を有しながら過大な債務を負っている中堅・中小企業、その他事業者の事業再生を支援することなどを目的として2009年（平成21年）10月14日に国の認可法人・企業再生支援機構として設立、16日より業務を開始した。設立から5年間で業務を完了するよう努める時限的な組織であり、設立から原則2年までに支援先を決定し（支援決定）、支援決定から3年以内の支援完了を目指す。2007年（平成19年）に解散した産業再生機構とほぼ同じ機能を持ち金融機関からの債権の買い取りや出資、経営者の派遣も行う。
機構には政府が100億円、民間金融機関約130社が100億円を出資する。また、資金調達に使う政府保証枠を平成21年度当初予算において1.6兆円分確保している。
設立は株式会社企業再生支援機構法（平成21年法律第63号）に基づく。法案が作られた当初は地方の中堅・中小企業や第三セクターの再建を想定しており、2008年（平成20年）2月に内閣府によって株式会社地域力再生機構法案として法案が提出された。しかし2009年（平成21年）6月に成立した修正法案では株式会社企業再生支援機構法と名称が変更となり三セクが対象から外れる一方で、大企業にも対象が広がった。
代表取締役社長は東邦銀行元頭取の瀬谷俊雄。また機構内には支援先の決定などの意思決定機関として社外役員が多数を占める企業再生支援委員会が設置されており、委員長は弁護士の瀬戸英雄である。

### 地域経済活性化支援機構に改組
2013年3月18日に地域経済活性化支援機構に改組された。また、企業再生支援委員会は、地域経済活性化支援委員会となり、委員長は弁護士の松嶋英機、さらに社外取締役には前武雄市長の樋渡啓祐を擁する。資本金231億円、平成25年度予算で政府保証枠1兆円を措置され、支援期間も「3年以内」から「5年以内」に延長された。さらに、支援対象者への出資・融資・債権買取・専門家派遣等の業務に加え、新たに事業再生ファンド・地域活性化ファンドに対する無限責任組合員出資（ゼネラルパートナーとしてファンドの業務執行を行う。）等の業務が追加された。
文化庁との包括的連携協定を2018年10月10日に締結した。文化財や天然記念物を活用した地方観光の活性化をめざす。

## 対象事業者

### 運輸
- 会津乗合自動車 - 2013年8月30日にみちのりホールディングスへ全株を売却し、支援終了[13][14]。
- 大井川鐵道･大鉄商事 - エクリプス日高がスポンサーとなる[15]。2016年4月27日に支援終了。
- 熊本バス - 九州の地銀が出資する再生ファンド「九州BOLERO」による資本支援などを実施[16]。2017年2月10日に支援終了。
- 日本航空 - 2012年9月19日に再上場、全株を売却[17]。
- 宮崎カーフェリー・宮崎船舶 - 2018年3月1日に機構や地元自治体出資による3代目法人「宮崎カーフェリー」に旧宮崎カーフェリーの事業、宮崎船舶の保有する船舶を譲渡[18][19]。

### 小売
- オーケー
- 沖縄三越（現・リウボウ商事） - 100%減資した上で第三者割当増資として機構が3500万円、事業を引き継ぐリウボウホールディングスが6500万円を出資[20]。2015年12月に全株式をリウボウHDに売却[21]。2016年2月26日に支援終了。
- グリーンモール - イズミなどが出資する新会社が経営権を取得[22]。2017年5月2日にゆめタウン江津としてリニューアルオープン[23]。
- フードセンター富田屋 - 2015年11月にコノミヤが設立した子会社トミダヤにスーパーマーケット事業の全てを吸収分割によって承継し、事業を継続[24]。2016年12月13日に支援終了。
- 文真堂書店 - 2016年3月1日にトーハンが完全子会社化[25]。2016年5月13日に支援終了。
- ヤマギワ - 2012年11月に株式会社MARUWAに全株売却し、支援終了。
- フレンドリー - 2018年同業のジョイフルが株式公開買い付け（TOB）により地域経済活性化支援機構が保有する全株式を取得し親会社になる。

### 卸売
- 村田長（産業用繊維資材販売）-  2015年11月19日に機構が普通株式及びA種優先株式を引き受け完全子会社化 [26]。繊維資材事業部を除き、全ての不採算事業から完全撤退。2019年3月に北興化学工業株式会社（東証1部上場）に全株式を売却し、支援終了。

### 通信
- ウィルコム（PHS方式の携帯電話事業者） - ソフトバンクグループの傘下に入り支援終了。2014年6月1日、イー・アクセスに吸収合併され、解散。その後、2014年7月1日にイー・アクセスはワイモバイルに社名変更。2015年4月1日、ワイモバイルに加え、ソフトバンクBB、ソフトバンクテレコムの3社がソフトバンクモバイルに吸収合併され、解散。

### 建設
- 沖創建設 - 2011年9月に子会社に沖縄県内事業を承継し、県外事業からは完全撤退[27]。2013年9月25日に支援終了[28]。
- 亀田組 - ピーエス三菱の100%子会社が設立した新会社に資産･事業を譲渡[29]。

### 観光
- 阿蘇熊牧場 - 100%減資後にスターゲイトホテルが出資[30]。
- グランビスタ ホテル&リゾート - 2015年4月24日にサンケイビル･ジェイ・ウィル・パートナーズに全株売却し、支援終了[31]。
- 芝政観光開発 - 2012年10月1日にエル・ローズに全株売却し支援終了[32]。
- 玉川温泉 - 機構が4940万円出資し、秋田銀行など県内企業も合わせて同額を出資[33]。

### 水産
- 勝浦漁業協同組合 - 卸売市場での運営権を県漁連、所有する不動産を和歌山県那智勝浦町にそれぞれ売却[34]。2016年9月末に漁協が解散するのに伴い、漁業を継続するための受け皿として「紀州勝浦漁業協同組合」が設立された[35]。
- ダイマル･ディメール･丸竹八戸水産 - 2012年5月1日にディメールを存続会社として統合[36]。吉田興産に株式を売却、2013年12月17日に支援終了。
- 室崎商店 - 浜田あけぼの水産を設立し事業譲渡。2013年に山陰事業再生支援2号投資事業有限責任組合に浜田あけぼの水産の株式を譲渡。

### 製造
- アーク - 子会社・関連会社の保有株売却や解散・統廃合等を進めている（南部化成売却や積水成型・昭和精機グループ等との資本見直し等）。
- コロナ工業 - 伊藤忠プラスチックスと新会社を設立して事業譲渡。各種支援を受けていたが予想以上に国内需要が縮小したことから収支が改善せず、2013年4月22日に民事再生法の手続きを申請、負債総額は約31億円[37]
- ジョイパック - 2012年3月1日に経営陣･従業員等が「新ジョイパック設立準備」（現・ジョイパック）を設立し、事業を継承。
- セノー（体操競技用主体の体育用器械） - 2012年6月21日にミズノに全株売却済み。
- 富士テクニカ（現・富士テクニカ宮津） - 2010年12月に宮津製作所と事業統合、統合に伴い機構が53億円出資[38]。2013年5月にフェニックス・キャピタルグループに全株売却し、支援終了。
- 紅乙女酒造 - 2013年9月にふくやが買収し、完全子会社化[39]。2014年2月28日支援終了。
- ヤマニシ
- 中山製鋼所 - 筆頭株主の新日鉄住金（現・日本製鉄）などを引受先とする約90億円規模の第三者割当増資などを実施[40]。2016年3月28日に機構の借入金を完済し、支援終了[41]。
- ステンレスパイプ工業（ステンレス溶接鋼管製造）‐ 2016年8月阪和興業、新家工業、ダイオーに対する第三者割当増資を実施。業績は順調に回復し、2017年12月22日支援終了[42]。

### 医療機関
- 財団法人大原綜合病院
- 医療法人社団惠仁会
- 医療法人社団三栄会
- 医療法人社団白銀会
- 医療法人社団全人会 - 2010年10月1日に医療法人社団大和会に事業を譲渡。
- 医療法人盛全会等
- 医療法人真木会
- 医療法人博悠会
- 医療法人養生院

### その他
- 岸本医科学研究所 - 2011年4月1日にビー・エム・エルの子会社に事業を譲渡。
- 藤庄印刷 - 2013年2月6日にインテグラーレに全株売却し支援終了[43][44]。
- 学校法人松山ビジネスカレッジ（旧・学校法人山本学園）